# Corinella
Corinella – miasto w Australii, w stanie Wiktoria.